# Pateric
Patericul este o colecție de învățături și de experiențe duhovnicești (ale vechilor călugări).

## Etimologie
Cuvântul „pateric” vine de la „pater”, care în limbile greacă și latină înseamnă tată.

## Istorie
Primele culegeri de apoftegme ale părinților pustiei au apărut în secolul al IV-lea, prin consemnări ale tradițiilor orale din diferite grupuri de ucenici. Ele au produs ceea ce numim astăzi Patericul egiptean, care este considerat patericul prin excelență și cuprinde cuvinte folositoare ale monahilor care s-au nevoit în pustiul Egiptului. 
Avva Antonie cel Mare, fugit din persecuțiile alexandrine, primul monah, și avva Moise Etiopianul sunt citați în pateric.

## Listă de paterice
- Limonariul
- Matericul - cu spuse ale maicilor duhovnicești
- Părinți aghioriți. Flori din Grădina Maicii Domnului
- Patericul atonit
- Patericul de la Optina
- Patericul georgian
- Patericul Lavrei Peșterilor din Kiev
- Patericul Lavrei Sfântului Sava
- Patericul egiptean
- Patericul românesc
- Patericul Sarovului
- Patericul sinaitic
- Patericul Solovețului
- Patericul Valaamului
- Patericul Viriței
- Sfintele Femei ale Orientului Sirian
- Patericul Lavrei Sfânta Treime a preacuviosului Serghie de Radonej
- Patericul sfântului Grigore Dialogul, papa Romei

## Legături externe
Despre Patericul la enciclopedia OrthodoxWiki
Notă: Acest articol conține text preluat de la ro.orthodoxwiki.org (articolul respectiv și lista de autori). Toate materialele OrthodoxWiki intră automat sub dubla licență GDFL-Creative Commons.